# Сєров Олексій Борисович
Олексій Борисович Сєров (рос. Алексей Борисович Серов; нар. 15 листопада 1974, Іваново, РРФСР, СРСР) — російський співак, соліст групи «Дискотека Авария».

## Біографія
Олексій Борисович Сєров народився 15 листопада 1974 року у місті Іваново у ній музикантів.
Закінчив іванівську школу № 58. З 1-го по 3 класи займався дитячому естрадному ансамблі «А+Б».
З 4-го класу пробував себе у тенісі — великому та настільному. Займався у ляльковому театрі, у секції самбо, у гуртку спортивного орієнтування, а також у секції спортивної радіопеленгації. Записався у футбольну секцію. Навчався в одній школі з Миколою Тимофєєвим.
У 1997 році приєднався до Тимофєєва, Рижова та Жукова, увійшовши до складу групи «Дискотека Авария», солістом якої є по теперішній час.

## Особисте життя
Сєров був одружений тричі. У першому шлюбі у нього народився син Марк. Друга дружина співака народила сина Річарда. Третя народила доньку Поліну.